# Twisted Tower Dire
Twisted Tower Dire est un groupe américain de heavy metal, originaire de Chantilly, en Virginie.

## Histoire
Le groupe est formé en 1995, influencé par des groupes de l'époque comme Iron Maiden, Black Sabbath, Judas Priest, Candlemass. Après avoir sorti deux cassettes démo, plusieurs split EP et des contributions à divers samplers, le groupe est acclamé s'associe à Rich Walker, fan de longue date et guitariste principal de Solstice. Il lance à cette époque un nouveau label appelé The Miskatonic Foundation et propose au groupe d'y publie son premier album.
Le groupe sort son premier album studio auto-produit en 1999. Malgré un budget modeste, The Curse of Twisted Tower conquiert une fan base dévouée. Entre 1999 et 2000, le groupe embarque dans une tournée mondiale ininterrompue et autofinancée pour soutenir Curse, y compris plusieurs participations à des festivals américains. Une partie de la tournée européenne avec leurs compatriotes Slough Feg et Solstice suit, incluant plusieurs dates dans des clubs et le Wacken Open Air, où le groupe se produit juste après le concert de Venom. En septembre de la même année, le groupe signe avec le label allemand Remedy Records. 
En 2002, le groupe participe au Keep It True. Leur troisième album Crest of the Martyrs (produit par Piet Sielck and TTD) sort le 26 mai 2003. L'album est classé parmi les 20 meilleurs albums de power metal de tous les temps par le magazine Terrorizer. Cette sortie est accompagnée d'une nouvelle invasion européenne avec des concerts au Metal Bash Open Air Festival et leur deuxième apparition au Wacken. L'album est également le premier du groupe à sortir officiellement au Japon (chez Spiritual Beast) et aux États-Unis (Magick/Cleopatra).
Entre 2004 et 2006, les membres de Twisted Tower Dire traversent des périodes difficiles sur le plan personnel. Le groupe continue d'aller de l'avant malgré les revers, jouant des concerts à travers les États-Unis, dont le premier Alehorn of Power Festival (Chicago) en juin 2006, et travaillant sur le bien nommé quatrième album Netherworlds,. En septembre 2006, Tony Taylor, le chanteur du groupe depuis neuf ans, quitte le groupe après une longue lutte contre la dépression. Le départ de Tony étant permanent, le groupe accueille le chanteur de Viper, Johnny Aune, comme nouveau chanteur, ce qui revigore l'esprit du groupe. Tragiquement, l'ancien chanteur Tony Taylor décède dans un accident de moto mortel en février 2010.
Plus tard en 2019, ils sortent l'album Wars in the Unknown. En 2022, ils sortent l'album Crest of the Martyrs Demos contenant des démos de leur album Crest of the Martyrs sorti en 2002,.

## Discographie

### Albums
- 1999 : The Curse of Twisted Tower (Metal Supremacy)
- 2001 : The Isle of Hydra (Hellion Records)
- 2003 : Crest of the Martyrs (Remedy Records)
- 2007 : Netherworlds (Remedy Records)
- 2011 : Make it Dark (Cruz Del Sur Music)
- 2019 : Wars in the Unknown (No Remorse Records)
- 2022 : Crest of the Martyrs Demos (Nameless Grave Records)

### Splits
- 2023 : Twisted Tower Dire / Cauldron Born – Knights of True Metal (split)